# AN-M74
Die AN-M74 war eine US-amerikanische Brandbombe, die während des Zweiten Weltkrieges produziert und eingesetzt wurde.

## Entwicklung
Die Entwicklung der AN-M74-Bombe begann 1943 im Edgewood Arsenal. Basierend auf einem Auftrag der U.S. Regierung sollte eine verbesserte Ausführung der AN-M69-Napalm-Streubombe entwickelt werden. Die neue Bombe sollte über dieselbe Bombenhülle verfügen, aber mit einer größeren Menge Brandstoff befüllt sein und über eine größere Durchschlagskraft verfügen. Die Ingenieure beim Chemical Warfare Service (CWS) und DuPont nahmen die Bombenhülle der AN-M69, modifizierten den Zündmechanismus und ersetzten das Paket mit den Stoffbändern am Bombenheck. Anstelle dessen bauten sie eine mit einem Teleskoprohr ausfahrbare Heckflosse ein. Befüllt wurde die Bombe mit dem neuentwickelten gelförmigen Brandstoff PT-1 Pyrogel von DuPont. Nach verschiedenen Versuchen auf dem Testgelände Dugway Proving Ground in Utah wurden Anfang Mai 1945 die ersten Chargen AN-M74-Bomben an das XXIst Bomber Command geliefert.

## Technik

### Bomben
Die Bombe hatte eine längliche Rumpfform mit einem sechseckigen Querschnitt und keine Stabilisierungsflügel. Der Bombenkörper bestand aus Stahl und hatte eine graue Grundfarbe. Ein violetter Streifen kennzeichnete die AN-M74 als Brandbombe. Die Bombe war 0,45 m lang, hatte einen Durchmesser von 71 mm und wog 3,86 kg. Im Rumpfkopf befand sich der hochempfindliche M142-Verzögerungszünder. Unmittelbar hinter dem Zünder befand sich eine Ladung Schießpulver. Darüber war ein Behälter mit 0,17 kg Weißem Phosphor angebracht. Der Rest des Bombenkörpers war mit 1,22 kg PT-1 Pyrogel befüllt. Dieses war eine Mischung aus Benzin, Butylmethacrylat, Magnesiumpulver, Kerosin sowie Erdölrückstände, Asphalt, Aktivkohle und Natriumnitrat. Im Rumpfheck befand sich eine über ein Teleskoprohr ausziehbare Heckflosse, welche die Bombe im freien Fall stabilisierte. Die Bomben wurden für den Abwurf in Streubehälter und Streubomben gepackt. Am meisten kam die Streubombe vom Typ M31 (E48) zum Einsatz. Diese war mit 38 AN-M74 Bomben beladen und wog 255 kg. Nach dem Abwurf der Streubombe folgte diese einer ballistischen Kurve. In einer selektierbaren Höhe (in der Regel 1.524 m oder 5.000 Fuß) wurden die Sprengringe und dadurch die Bombenbeplankung weggesprengt. Die AN-M74 Bomben verteilten sich nun nach dem Gießkannenprinzip über der Zielfläche. Die Bombenhülle der AN-M74 war so konstruiert, dass die Bombe Dachziegel und Betonplatten bis zu einer Stärke von 102 mm durchschlagen konnte. Beim Aufschlag wurde der M142-Zünder aktiviert. Dieser detonierte mit einer kurzen Verzögerung und entzündete das Schießpulver und das Phosphor. Durch den nun im Bombenkörper entstandenen Druck wurde der entzündete, gelförmige Brandstoff zusammen mit dem Phosphor aus dem Rumpfheck herausgeschleudert. Der Druck reichte aus, um das brennende Pyrogel 2,5–5 m weit zu verspritzen. Die Brandmischung hatte eine Brenndauer von 4–6 Minuten bei einer Brandtemperatur von 1.200–1.600 °C. Das klebrige, brennende Gel war mit Wasser praktisch nicht zu löschen. Gegenüber dem an der Harvard University zeitgleich entwickelten herkömmlichen Napalm haftete das PT-1-Pyrogel besser an Oberflächen. Ebenso besaß es eine längere Brenndauer und eine wesentlich höhere Brandtemperatur. Es entstanden die folgenden Ausführungen der AN-M74-Bombe:
- AN-M74: Mit M142 Zünder
- AN-M74A1: Mit M197 Zünder
- AN-M74 (E5): Befüllt mit 1,91 kg Lost. Gesamtgewicht 3,99 kg

### Streubomben
Die AN-M74 wurden als Bündel in Streubehältern und Streubomben montiert. Diese waren im Querschnitt kreisförmig oder sechseckig. Dadurch konnten sie als Bündel mit unterschiedlicher Bestückung und Gewicht zusammengestellt werden. Bekannte Streubomben und Behälter für die AN-M74 waren:
- M18: (E28) mit E6R2-Adapter mit 38 × AN-M74, Gewicht 159 kg
- M31 (E48): mit M35-Adapter mit 38 × AN-M74, Gewicht 238 kg
- M35: mit M30-Adapter mit 57 × AN-M74A1, Gewicht 313 kg

## Einsatz
Die primäre Einsatzplattform war der Bomber B-29 Superfortress. Dieser konnte mit 38 M31-Streubomben bestückt werden. Somit konnte ein einzelner Bomber dieses Typs 1.444 AN-M74-Bomben zum Einsatz bringen. Der erste belegte Einsatz von AN-M74-Bomben erfolgte am 7. Juni 1945 beim Luftangriff auf Ōsaka. Bei diesem Flächenbombardement wurden neben anderen Brandbomben über 185 Tonnen AN-M74-Bomben auf die Stadt abgeworfen. Bei diesem Angriff wurden knapp 6 km2 Stadtgebiet niedergebrannt. Einer der zerstörerischsten Luftangriffe mit AN-M74-Bomben erfolgte in der Nacht vom 28. auf den 29. Juli 1945 auf die japanische Stadt Aomori. In dieser Nacht warfen 65 B-29-Bomber 79.116 AN-M74-Bomben auf die Stadt ab. Die darauffolgenden Großfeuer brannten die Stadt zu 88 % nieder.
Nach dem Zweiten Weltkrieg kam die AN-M74-Bombe während des Koreakrieges zum Einsatz. Wiederum wurde empfohlen, die Bevölkerungszentren von Nordkorea mit kleinen Brandbomben zu bombardieren. So wurden die Städte Pjöngjang, Hoeryong, Hŭngnam, Hamhŭng, Chongsong, Chinbo, Kusu-dong und Sinŭiju mehrfach mit Streu-Brandbomben vom Typ AN-M74, AN-M69, AN-M50 und AN-M54 bombardiert. Auch diese Einsätze forderten enorme Verluste unter der Zivilbevölkerung. Zum Teil wurden ganze Städte durch die entfachten Großfeuer bis auf die Grundmauern niedergebrannt. Während des Koreakrieges wurden die Bestände der AN-M74-Bomben aufgebraucht, so dass fortan andere Brandbombentypen zum Einsatz kamen.